# عقدة نفسية

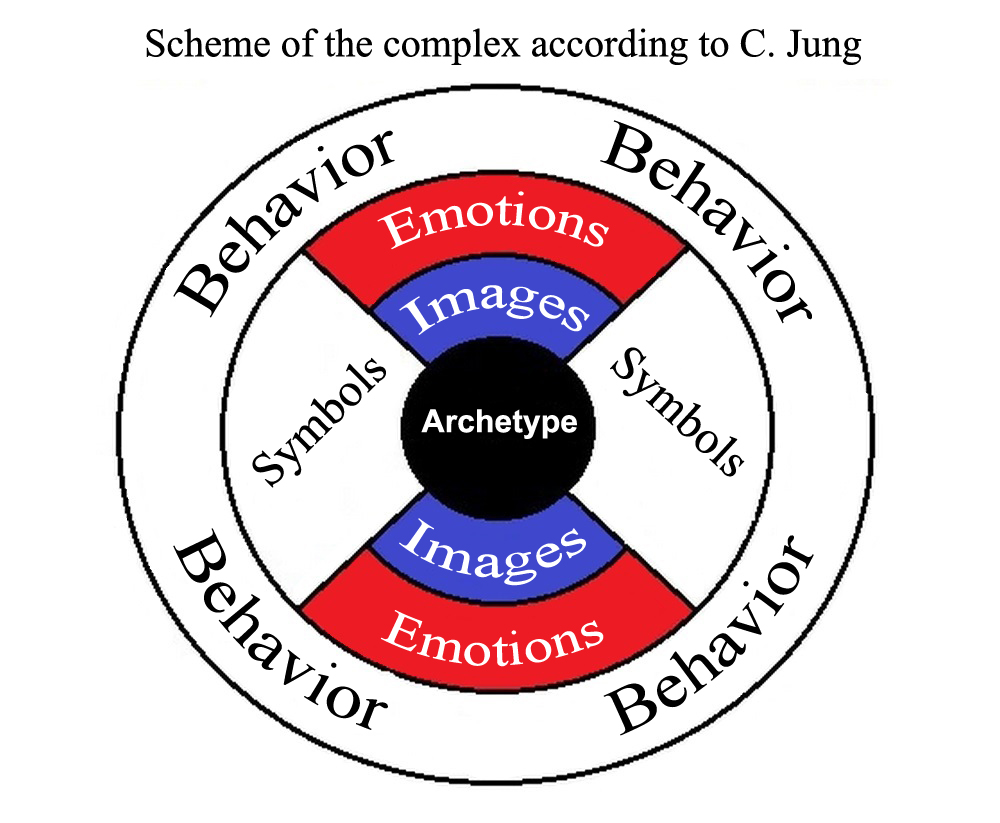

العقدة أو المركب (على اسم المفعول) في علم النفس هي فكرة أو مجموعة من الأفكار المركبة والمترابطة تسري فيها شحنة عاطفية، وقد تعرضت للكبت الكلي أو الجزئي فغدت مصدراً للتنازع والتصارع مع أفكار ومجموعات أخرى تحظى بالقبول تقريبا من جانب المرء. والعقدة النفسية في اعتبار مدرسة التحليل النفسي هي المبعث على تصرفات لا واعية تصدر عن الشخص، أو هي «اتجاه انفعالي لا شعوري لا يبرح يؤثر في التفكير والسلوك على الرغم مما أصابه من الكبت والنسيان.»
والعقدة قد تكون ظروفها منسية نسيانا تاماً أو نسيانا جزئياً والشئ المؤكد هو أن الفرد يتعرض لنسيان تلك التفاصيل المهمة المحيطة بنشأة العقدة.

## تاريخ وتطور الفكرة
كارل يونغ ميز بين نوعين من العقل الباطن: اللاوعي الشخصي واللاوعي الجماعي.
- اللاوعي الشخصي تراكم الخبرات في حياة الشخص والتي لا يمكن أن يتذكرها بوعي.
- اللاوعي الجماعي ، من ناحية أخرى، هو نوعاً من الإرث العالمي لبني البشر. وهي أنواع الذواكر التي يملكه كل فرد على حده عبر الأجيال[1]

## أنواع العقد
- عقدة الأم، أي التعلق الشديد بالأم لدى البعض من الرجال والنساء حتى تمسي الشخصية اعتمادية تماما على الأم ولا يجد الرجل بديلاً عن الام لاحقا إلا في صورة الزوجة
- عقدة الاب وكذلك الحالة الاعتمادية على الأب أو عقدة الأب، فالأب يدير دفة إدارة ابناءه أو زوجته أو ممن يتبعوه بشكل مفرط في التسلط والقسوة.

ومن العقد الأخرى الأكثر إيلاماً وتأثيراً على السلوك وتترك انطباعاً في الشخصية هي:
- عقدة (اليكترا) وفيها الجانب الأنثوي المماثل لعقدة اوديب. بعد أن طغى الجانب الذكوري على عقدة اوديب، فإن عقدة اليكترا يطغى عليها الجانب الأنثوي وتنشأ من التثبيت الشبقي اللاشعوري لدى البنت على أبيها مما يؤثر في اختيارها لزوجها أو امتناعها تماما عن الزواج وتتجه الأنثى بحبها ورغبتها الجنسية لأبيها وبكراهيتها لإمها.
- عقدة الذنب أي العقدة التي تسبب الانفعال والشعور بالذنب بسبب القيام بعمل ما يترك أثراً في النفس وتترك ذنباً يلاحق صاحبه ربما مدى حياته.

وهناك أيضاً
- عقدة الغيرة وهي الانفعال المفرط والشديد تجاه الأخرين ولها دوافع نفسية عميقة.
- عقدة (اوديب) Oedipus Complex الشهيرة فهي عقدة الابن تجاه أبيه وهي عقدة موجهه بسبب القيود والموانع التي يفرضها الأب على الابن كما يعتقد الطفل الذكر من ان يستحوذ الابن بأمه بالكامل ويستبعد الطفل أبيه لا شعورياً من مشاركته في حب أمه.
- عقدة قابيل وهناك عقدة أخرى أكثر شدة وانتشارا فينا وهي عقدة كراهية الاخ والانفعال الشديد ضده لاسباب عديدة نشأة جميعها في مراحل الطفولة الأولى وتسمى "عقدة قابيل"وتصل الرغبة احيانا إلى قتله.

يقول عالم النفس الشهير ألفرد أدلر: «إن الشعور بالنقص يزداد بنسبة كبيرة في حالات الفشل في إنجاز مهمات وأهداف الحياة وإنها تشكل نمط الحياة الفريد لكل فرد» علما بأن هذا العالم الشهير كان يعاني من عقدة نقص جسمي وهو قصر ملحوظ في أحد اطرافه.

## سمات اصحاب العقد النفسية
يتسم صاحب العقدة النفسية بالأتى:
- الشعور بالنقص بأنه يقبل لنفسه مرتبة الخنوع والخضوع والمستوى الأدنى من الأخرين واحيانا يتجه البعض نحو الانسياق إلى خدمة الغير في مجالات الانحراف والابتذال لا لانهم يميلون إلى هذه المجالات بالضرورة، وإنما لانها توفر لهم المستوى المقبول لامكانياتهم المحدودة؛ فنرى الشخص الذي تتميز شخصيته بعقدة نفسية واضحة بأنه صاحب شخصية متدنية Inferior Person ومعظم الذين لديهم عقد نفسية تراهم يعانون من مشكلات نفسية داخلية ربما تكون واضحة احيانا على سلوكهم ويتقبلون لانفسهم مكانا هامشيا في الحياة.

وهناك الكثير والكثير من العقد النفسية الجنسية وهي الأكثر شدة وتأثيرا على النفس وعلى السلوك ومنها:
- عقدة التسلط وعقدة السادية الجنسية والمازوخية الجنسية ولا تظهر هذه العقد أو البوح بها بشكل علني لوجود موانع وقيود نفسية في المجتمعات المحافظة مما تخلق إشكالات نفسية تؤدي إلى اختلال التوازن أحيانا عند الرجل أو المرأة